# Hydrorhoa caffra
Hydrorhoa caffra är en stekelart som först beskrevs av John Obadiah Westwood 1874.
Hydrorhoa caffra ingår i släktet Hydrorhoa och familjen Eucharitidae. Inga underarter finns listade i Catalogue of Life.